# Jung Sung-sook
Jung Sung-Sook é uma judoca da Coreia do Sul, campeã mundial de judo no ano de 1995. Também foi terceira colocada no mundial de 1997, e nos Jogos Olímpicos de Verão de 1996 e 2000.